# Pieve di San Giovanni in Campo
La pieve di San Giovanni in Campo è un edificio sacro in stile romanico pisano che si trova in località Morota nel territorio comunale di Campo nell'Elba.

## Storia e descrizione
L'edificio, ricordato nelle Rationes decimarum del 1298, presenta una pianta a navata unica con abside semicircolare, simbolicamente orientata verso il solstizio d'estate. Al vertice della facciata, al di sopra della finestra cruciforme, è il campanile a vela ad una sola luce. Peculiari elementi architettonici della pieve sono le due paraste angolari della facciata, molto simili a quelle della coeva chiesa di San Giovanni a Sari d'Orcino, in Corsica, risalente alla metà del XII secolo. In una delle monofore del fianco meridionale (la più vicina all'ingresso) si trova uno gnomone. La pieve venne verosimilmente edificata con materiale lapideo proveniente dalla soprastante cava medievale di San Piero in Campo, distante circa 450 metri. Priva dell'originaria copertura con capriate lignee a causa dell'assalto di Dragut (1553) alleato con Francesco I, fu in parte officiata sino al 1837 grazie ad una copertura provvisoria munita di cupola che riparava il solo settore presbiteriale nel quale si trovava un altare con un quadro raffigurante il Battesimo di Cristo; tale copertura, più volte colpita dai fulmini, crollò nel 1850. Fino al momento della definitiva chiusura al culto della pieve nel 1837, le confraternite dei vicini paesi di San Piero e Sant'Ilario vi si recavano processionalmente in occasione delle ricorrenze di San Biagio (2 febbraio), di San Giovanni Battista (24 giugno) e del martirio dello stesso santo (29 agosto).

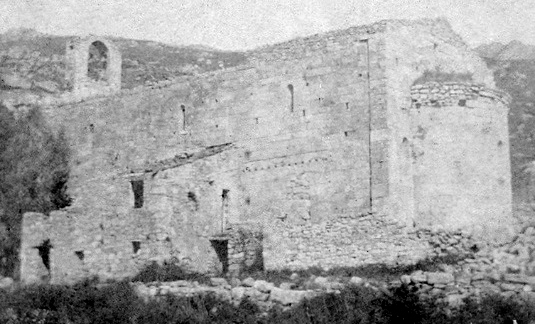
Il romitorio addossato alla pieve in una fotografia della fine del XIX secolo

Addossati al fianco meridionale della pieve si trovano i resti del piccolo romitorio, la cui prima attestazione risale al 1729; alla metà del XVIII secolo fu abitato da alcuni eremiti, tra cui Giovanbattista Gentini, Giovanni Arnaldi e Bernardo Puccio, sino alla soppressione (attuata con la legge sull'eversione dell'asse ecclesiastico) della struttura avvenuta nel 1866 con l'ultimo romito, che per la sua esilità fisica veniva chiamato Zi' Fratino dai sanpieresi. Nel 1867 il terreno antistante la pieve, assieme al romitorio, venne acquistato dal possidente Giorgio Colombi.
La pieve, utilizzata un tempo come ricovero per capre (caprile), è stata restaurata nel 1973. Nei pressi si trova la Torre di San Giovanni. A poca distanza dall'abside della pieve sorge la Chiusa dei Colombi, un recinto in pietra per capre appartenente, durante il XVIII secolo, alla locale famiglia Colombi. Nei pressi si trova la parte inferiore di una grossa macina in pietra.
Sino a tutto il XIX secolo, la pieve era inoltre era uno dei capisaldi di delimitazione del cosiddetto «pascolo comunitativo», ossia l'area montana riservata al pascolo delle capre.

## Altre immagini

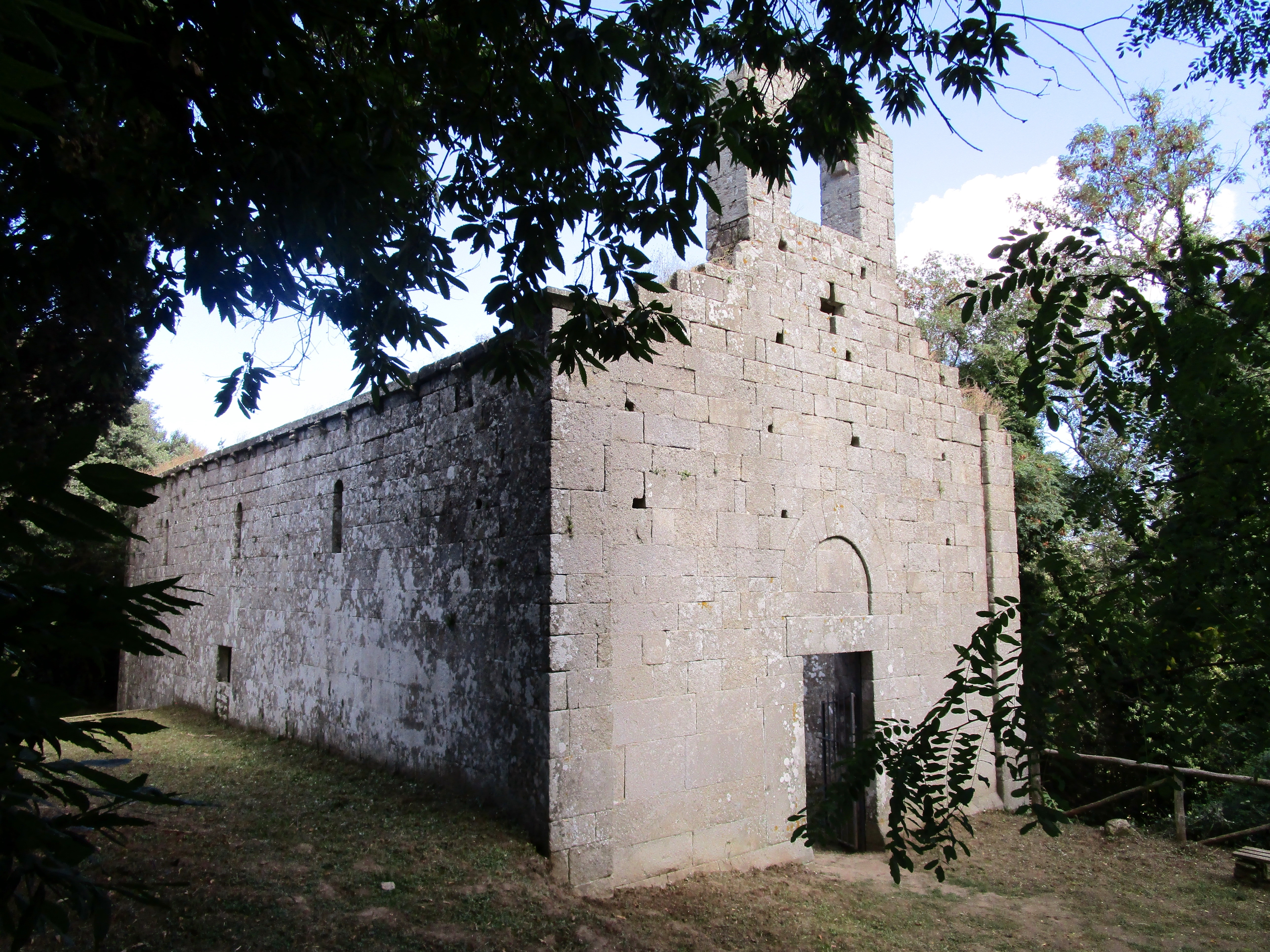
Fianco e facciata
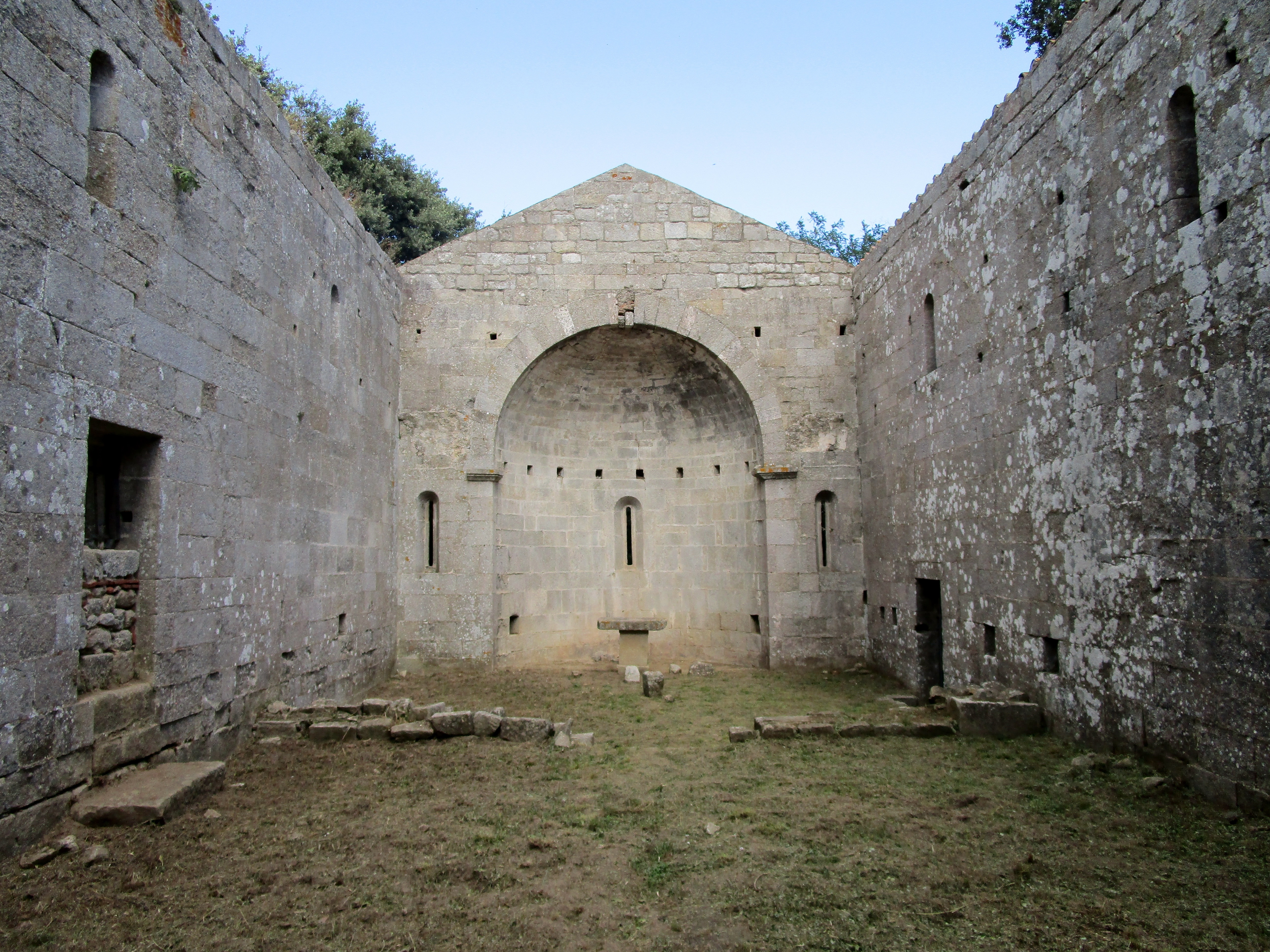
Interno